# Partecipanti alla Parigi-Roubaix 2023
Elenco dei partecipanti alla Parigi-Roubaix 2023.
La Parigi-Roubaix 2023 è la centoventesima edizione della corsa. Alla competizione prendono parte 25 squadre, ciascuna delle quali composta da sette corridori, per un totale di 175 ciclisti.

## Corridori per squadra
Nota: R ritirato, NP non partito, FT fuori tempo, SQ squalificato
| Jumbo-Visma        | Jumbo-Visma          | Jumbo-Visma        | Team DSM               | Team DSM               | Team DSM               | Movistar Team            | Movistar Team            | Movistar Team            |
| ------------------ | -------------------- | ------------------ | ---------------------- | ---------------------- | ---------------------- | ------------------------ | ------------------------ | ------------------------ |
| 1                  | Dylan van Baarle     | R                  | 91                     | John Degenkolb         | 7º                     | 181                      | Iván García Cortina      | 32º                      |
| 2                  | Edoardo Affini       | 111º               | 92                     | Tobias Lund Andresen   | R                      | 182                      | Juri Hollmann            | 82º                      |
| 3                  | Christophe Laporte   | 10º                | 93                     | Pavel Bittner          | R                      | 183                      | Johan Jacobs             | 133º                     |
| 4                  | Timo Roosen          | 91º                | 94                     | Alberto Dainese        | 77º                    | 184                      | Mathias Norsgaard        | 65º                      |
| 5                  | Tim van Dijke        | 43º                | 95                     | Nils Eekhoff           | 86º                    | 185                      | Oier Lazkano             | 102º                     |
| 6                  | Nathan Van Hooydonck | 14º                | 96                     | Tim Naberman           | 76º                    | 186                      | Lluís Mas                | R                        |
| 7                  | Wout Van Aert        | 3º                 | 97                     | Sam Welsford           | 132º                   | 187                      | Iván Romeo               | R                        |
| Groupama-FDJ       | Groupama-FDJ         | Groupama-FDJ       | AG2R Citroën Team      | AG2R Citroën Team      | AG2R Citroën Team      | Intermarché-Circus-Wanty | Intermarché-Circus-Wanty | Intermarché-Circus-Wanty |
| 11                 | Stefan Küng          | 5º                 | 101                    | Greg Van Avermaet      | 37º                    | 191                      | Mike Teunissen           | 17º                      |
| 12                 | Lewis Askey          | 25º                | 102                    | Stan Dewulf            | 104º                   | 192                      | Dries De Pooter          | 38º                      |
| 13                 | Olivier Le Gac       | 57º                | 103                    | Pierre Gautherat       | 83º                    | 193                      | Julius Johansen          | 71º                      |
| 14                 | Fabian Lienhard      | 34º                | 104                    | Oliver Naesen          | 66º                    | 194                      | Madis Mihkels            | 114º                     |
| 15                 | Miles Scotson        | 56º                | 105                    | Antoine Raugel         | 90º                    | 195                      | Baptiste Planckaert      | R                        |
| 16                 | Jake Stewart         | R                  | 106                    | Michael Schär          | 69º                    | 196                      | Laurenz Rex              | 9º                       |
| 17                 | Samuel Watson        | 121º               | 107                    | Damien Touzé           | 107º                   | 197                      | Gerben Thijssen          | 70º                      |
| Alpecin-Deceuninck | Alpecin-Deceuninck   | Alpecin-Deceuninck | TotalEnergies          | TotalEnergies          | TotalEnergies          | EF Education-EasyPost    | EF Education-EasyPost    | EF Education-EasyPost    |
| 21                 | Mathieu van der Poel | 1º                 | 111                    | Peter Sagan            | R                      | 201                      | Jens Keukeleire          | 62º                      |
| 22                 | Silvan Dillier       | 42º                | 112                    | Edvald Boasson Hagen   | 126º                   | 202                      | Owain Doull              | 59º                      |
| 23                 | Michael Gogl         | 123º               | 113                    | Maciej Bodnar          | R                      | 203                      | Jonas Rutsch             | 33º                      |
| 24                 | Kaden Groves         | 31º                | 114                    | Daniel Oss             | R                      | 204                      | Tom Scully               | 101º                     |
| 25                 | Jasper Philipsen     | 2º                 | 115                    | Geoffrey Soupe         | 129º                   | 205                      | James Shaw               | R                        |
| 26                 | Jonas Rickaert       | 48º                | 116                    | Anthony Turgis         | 74º                    | 206                      | Marijn van den Berg      | 72º                      |
| 27                 | Gianni Vermeersch    | 11º                | 117                    | Dries Van Gestel       | 18º                    | 207                      | Julius van den Berg      | 84º                      |
| Bahrain Victorious | Bahrain Victorious   | Bahrain Victorious | Israel-Premier Tech    | Israel-Premier Tech    | Israel-Premier Tech    | Astana Qazaqstan Team    | Astana Qazaqstan Team    | Astana Qazaqstan Team    |
| 31                 | Matej Mohorič        | 29º                | 121                    | Sep Vanmarcke          | 16º                    | 211                      | Gianni Moscon            | 36º                      |
| 32                 | Kamil Gradek         | R                  | 122                    | Guillaume Boivin       | 45º                    | 212                      | Cees Bol                 | 131º                     |
| 33                 | Fran Miholjević      | 134º               | 123                    | Itamar Einhorn         | 124º                   | 213                      | Igor' Čžan               | R                        |
| 34                 | Jonathan Milan       | R                  | 124                    | Derek Gee              | 135º                   | 214                      | Evgenij Fëdorov          | 26º                      |
| 35                 | Andrea Pasqualon     | 41º                | 125                    | Jens Reynders          | 119º                   | 215                      | Dmitrij Gruzdev          | 97º                      |
| 36                 | Dušan Rajović        | R                  | 126                    | Tom Van Asbroeck       | 30º                    | 216                      | Martin Laas              | R                        |
| 37                 | Fred Wright          | R                  | 127                    | Rick Zabel             | 64º                    | 217                      | Gleb Syrica              | 117º                     |
| Ineos Grenadiers   | Ineos Grenadiers     | Ineos Grenadiers   | Team Arkéa-Samsic      | Team Arkéa-Samsic      | Team Arkéa-Samsic      | Q36.5 Pro Cycling Team   | Q36.5 Pro Cycling Team   | Q36.5 Pro Cycling Team   |
| 41                 | Filippo Ganna        | 6º                 | 131                    | Matis Louvel           | 41º                    | 221                      | Tom Devriendt            | 85º                      |
| 42                 | Kim Heiduk           | 96º                | 132                    | Jenthe Biermans        | 51º                    | 222                      | Jack Bauer               | 115º                     |
| 43                 | Luke Rowe            | 127º               | 133                    | David Dekker           | 110º                   | 223                      | Filippo Colombo          | R                        |
| 44                 | Magnus Sheffield     | 92º                | 134                    | Hugo Hofstetter        | 78º                    | 224                      | Tobias Ludvigsson        | R                        |
| 45                 | Connor Swift         | 68º                | 135                    | Daniel McLay           | R                      | 225                      | Matteo Moschetti         | R                        |
| 46                 | Joshua Tarling       | FT                 | 136                    | Luca Mozzato           | 21º                    | 226                      | Antonio Puppio           | 110º                     |
| 47                 | Cameron Wurf         | 128º               | 137                    | Clément Russo          | R                      | 227                      | Nickolas Zukowsky        | 125º                     |
| Trek-Segafredo     | Trek-Segafredo       | Trek-Segafredo     | UAE Team Emirates      | UAE Team Emirates      | UAE Team Emirates      | Bingoal WB               | Bingoal WB               | Bingoal WB               |
| 51                 | Mads Pedersen        | 4º                 | 141                    | Matteo Trentin         | 19º                    | 231                      | Ludovic Robeet           | 99º                      |
| 52                 | Daan Hoole           | 49º                | 142                    | Pascal Ackermann       | R                      | 232                      | Dorian De Maeght         | FT                       |
| 53                 | Alex Kirsch          | 87º                | 143                    | Rui Oliveira           | 52º                    | 233                      | Ceriel Desal             | 120º                     |
| 54                 | Emīls Liepiņš        | 105º               | 144                    | Sjoerd Bax             | 13º                    | 234                      | Karl Patrick Lauk        | FT                       |
| 55                 | Jasper Stuyven       | 20º                | 145                    | Mikkel Bjerg           | 40º                    | 235                      | Alexander Salby          | R                        |
| 56                 | Edward Theuns        | 73º                | 146                    | Ryan Gibbons           | 88º                    | 236                      | Nathan Vandepitte        | 130º                     |
| 57                 | Mathias Vacek        | 67º                | 147                    | Vegard Stake Laengen   | 44º                    | 237                      | Guillaume Van Keirsbulck | 39º                      |
| Soudal Quick-Step  | Soudal Quick-Step    | Soudal Quick-Step  | Cofidis                | Cofidis                | Cofidis                | Team Flanders-Baloise    | Team Flanders-Baloise    | Team Flanders-Baloise    |
| 61                 | Kasper Asgreen       | R                  | 151                    | Max Walscheid          | 8º                     | 241                      | Lindsay De Vylder        | R                        |
| 62                 | Davide Ballerini     | R                  | 152                    | Piet Allegaert         | R                      | 242                      | Ruben Apers              | 81º                      |
| 63                 | Tim Declercq         | 53º                | 153                    | André Carvalho         | 94º                    | 243                      | Alex Colman              | R                        |
| 64                 | Yves Lampaert        | 24º                | 154                    | Wesley Kreder          | 61º                    | 244                      | Sander De Pestel         | 89º                      |
| 65                 | Tim Merlier          | 23º                | 155                    | Christophe Noppe       | 95º                    | 245                      | Gilles De Wilde          | 103º                     |
| 66                 | Florian Sénéchal     | 62º                | 156                    | Alexis Renard          | 28º                    | 246                      | Milan Fretin             | 118º                     |
| 67                 | Bert Van Lerberghe   | R                  | 157                    | Jelle Wallays          | 93º                    | 247                      | Ward Vanhoof             | 113º                     |
| Bora-Hansgrohe     | Bora-Hansgrohe       | Bora-Hansgrohe     | Team Jayco AlUla       | Team Jayco AlUla       | Team Jayco AlUla       |                          |                          |                          |
| 71                 | Nils Politt          | 35º                | 161                    | Zdeněk Štybar          | 79º                    |                          |                          |                          |
| 72                 | Shane Archbold       | R                  | 162                    | Alexandre Balmer       | 106º                   |                          |                          |                          |
| 73                 | Patrick Gamper       | 60º                | 163                    | Luke Durbridge         | 100º                   |                          |                          |                          |
| 74                 | Marco Haller         | 80º                | 164                    | Kelland O'Brien        | R                      |                          |                          |                          |
| 75                 | Jonas Koch           | 109º               | 165                    | Lukas Pöstlberger      | R                      |                          |                          |                          |
| 76                 | Jordi Meeus          | 112º               | 166                    | Elmar Reinders         | 75º                    |                          |                          |                          |
| 77                 | Ryan Mullen          | 116º               | 167                    | Campbell Stewart       | R                      |                          |                          |                          |
| Lotto Dstny        | Lotto Dstny          | Lotto Dstny        | Uno-X Pro Cycling Team | Uno-X Pro Cycling Team | Uno-X Pro Cycling Team |                          |                          |                          |
| 81                 | Florian Vermeersch   | 12º                | 171                    | Alexander Kristoff     | 15º                    |                          |                          |                          |
| 82                 | Cédric Beullens      | 27º                | 172                    | Louis Bendixen         | 98º                    |                          |                          |                          |
| 83                 | Arnaud De Lie        | 50º                | 173                    | Kristoffer Halvorsen   | R                      |                          |                          |                          |
| 84                 | Frederik Frison      | R                  | 174                    | William Blume Levy     | 122º                   |                          |                          |                          |
| 85                 | Sébastien Grignard   | R                  | 175                    | Erik Resell            | 55º                    |                          |                          |                          |
| 86                 | Liam Slock           | 58º                | 176                    | Rasmus Tiller          | 46º                    |                          |                          |                          |
| 87                 | Brent Van Moer       | 54º                | 177                    | Søren Wærenskjold      | 22º                    |                          |                          |                          |